# Brunémont
Brunémont är en kommun i departementet Nord i regionen Hauts-de-France i norra Frankrike. Kommunen ligger i kantonen Arleux som tillhör arrondissementet Douai. År 2022 hade Brunémont 711 invånare.

## Befolkningsutveckling
Antalet invånare i kommunen Brunémont
| Referens: INSEE |